# جلال براهويي (مقاطعة فارياب)
جلال براهويي (بالإنجليزية: Tolombeh-ye Jelal Brahuyi Fariyab)‏ هي مستوطنة تقع في كرمان في إيران. يقدر عدد سكانها بـ 175 نسمة .